# Фризе, Херманн
Георг Пауль Херманн Фризе (нем. Georg Paul Hermann Friese; 30 мая 1882, Гамбург — октябрь 1945, Сан-Паулу) — немецкий и бразильский футболист, нападающий и легкоатлет. Один из тех, кто поспособствовал становлению футбола в Бразилии.

## Биография
Фризе родился в Германии, но в возрасте 21 года он эмигрировал в Бразилию, в Сан-Паулу, там он присоединился к клубу «Жермания» (позже — «Пиньейрос»), который создал его соотечественник Ханс Нобилинг, в клубе большинство составляли этнические немцы из колонии в Сан-Паулу, которые покинули родину ради заработка на новом континенте. В 1905 году Фризе 1906 году и 1914 выиграл чемпионат штата Сан-Паулу, а в 1905 году был лучшим бомбардиром турнира с 14-ю мячами. В 1903 году хроники штата Сан-Паулу даже назвали его «самым сенсационным футболистом всех времён». Помимо игры в клубе, Фризе был и тренером «Жермании», в 1909 году он обнаружил очень талантливого молоденького футболиста, сына немецкого купца и темнокожей бразильянки, Фризе, конечно, пригласил его к себе, так этот мальчик стал первым мулатом в бразильском клубе, звали юношу, который впоследствии станет одним из лучших игроков в истории мирового футбола, Артур Фриденрайх.
Ещё будучи в Европе, Фризе прославился как легкоатлет, в 1902 год он выиграл чемпионат Германии по бегу на 1500 метров. В мае 1907 года Фризе был единственным бразильским спортсменом, который принимал участие в международной легкоатлетическом соревновании в Уругвае, которое тогда называлось Международные Олимпийские игры, на этом турнире он победил в забеге на 1500 метров и 800 метров, а в забеге на 400 метров был вторым.

## Достижения

### Командные
- Чемпион штата Сан-Паулу: 1906, 1915

### Личные
- Лучший бомбардир штата Сан-Паулу: 1905 (14 голов)